# Adalet ve Kalkınma Partisi
Die Adalet ve Kalkınma Partisi (offizielle Kurzbezeichnung AK Parti, inoffiziell oft einfach AKP), türkisch für Partei für Gerechtigkeit und Aufschwung (oder „Partei für Gerechtigkeit und Entwicklung“), ist eine rechtspopulistische und neoosmanische politische Partei in der Türkei. Sie war bei ihrer Gründung 2001 nach eigener Programmatik konservativ-demokratisch ausgerichtet und lehnte trotz entsprechender Wahrnehmung eine Klassifizierung als „muslimisch-demokratisch“ ab. Beobachtern zufolge führt die Regierung der AKP unter Recep Tayyip Erdoğan jedoch zu einer stärkeren Reislamisierung der Gesellschaft in der Türkei. Der Partei wird zur Last gelegt, das Land mit einem immer stärker werdenden Autoritarismus zu regieren. Sie gilt seit den 2010er Jahren als enger Verbündeter der Moslembruderschaft.
Die AKP ist mit 288 Abgeordneten (Stand 21. August 2021) die stärkste Fraktion im türkischen Parlament. Sie ist in allen 81 Provinzverbänden organisiert, seit 2018 ist die AKP im Wahlbündnis „Volksallianz“ mit der rechtsextremen Partei der Nationalistischen Bewegung (MHP), mit der sie die Mehrheit im Parlament stellt. Ihr Wahlspruch lautet „Die Türkei ist bereit, das Ziel: 2023“ (Türkiye hazır, hedef 2023).

## Entwicklung
Gegründet wurde die AKP am 14. August 2001 in Afyonkarahisar von Recep Tayyip Erdoğan, Abdullah Gül, Bülent Arınç, der späteren Bildungsministerin Nimet Çubukçu und weiteren Politikern, die aus verschiedenen Parteien stammten. Die AKP ist ein Erbe der transnationalen islamistischen Bewegung Millî Görüş. Bedeutende Mitglieder der ersten Stunde der AKP, wie Erdoğan, entstammen der Bewegung.
Den Kern der Partei bildete der Reformflügel der islamistischen Tugendpartei (FP), darunter Personen wie Abdullah Gül und Bülent Arınç. Eine zweite Gründergruppe bestand aus Mitgliedern der liberalkonservativen Mutterlandpartei (ANAP) wie Cemil Çiçek und Abdülkadir Aksu. Auch traten einige Mitglieder der liberalkonservativen Partei des Rechten Weges (DYP), darunter Hüseyin Çelik und Köksal Toptan, der AKP bei. Andere wie Kürşad Tüzmen hatten einen nationalistischen Hintergrund. Erdoğan gelang es auch, die „Gemeinde“ (cemaat) Fethullah Gülens ins Boot zu holen. Das von ihm geschaffene Bildungs- und Medienimperium besteht aus mehreren tausend Privatschulen und mehreren Universitäten innerhalb und außerhalb der Türkei, Kindergärten, Wohngemeinschaften für Studierende und einflussreichen Medien. Mitglieder der Muslimischen Linken wurden hingegen größtenteils ausgeschlossen.

### Parlamentswahlen 2002
Bei der vorgezogenen Parlamentswahl 2002 erreichte die AKP mit 34,26 % der Stimmen aus dem Stand heraus die absolute Mehrheit der Sitze. Nur die Republikanische Volkspartei (CHP) schaffte mit ihr den Sprung ins Parlament.
Der frühere Istanbuler Bürgermeister Erdoğan konnte zunächst nicht das Amt des Ministerpräsidenten übernehmen, da er wegen öffentlichen Zitierens des folgenden Verses im Jahre 1998 zu einer Gefängnisstrafe verurteilt und ihm auf Lebenszeit die Kandidatur für das Parlament untersagt worden war.

„Die Demokratie ist nur der Zug, auf den wir aufsteigen, bis wir am Ziel sind. Die Minarette sind unsere Bajonette … die Moscheen sind unsere Kasernen.“

 Nach damaliger Rechtslage konnten aber nur Abgeordnete zum Ministerpräsidenten gewählt werden. So wurde zunächst Erdoğans Stellvertreter Abdullah Gül Ministerpräsident, bis nach einer Verfassungsänderung und Nachwahl Erdoğan dieses Amt am 11. März 2003 antreten konnte. Gül wurde zum Außenminister ernannt.

### Parlamentswahl 2007

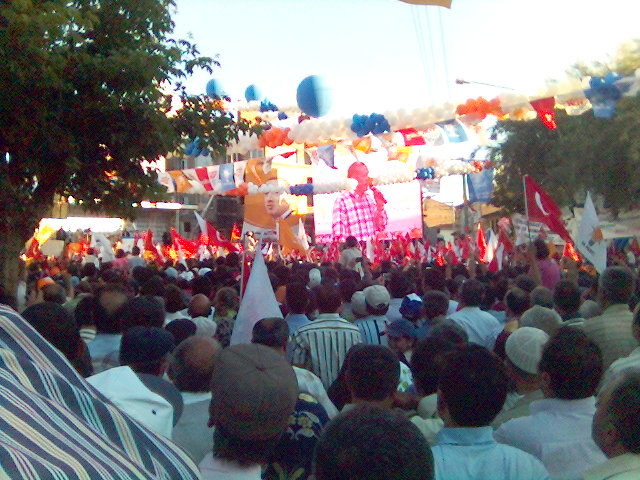
Wahlkundgebung in Eskişehir

Am 3. Mai 2007 beschloss das Parlament, die Parlamentswahl vorzuziehen und am 22. Juli 2007 abzuhalten.
Am 7. Mai 2007 verabschiedete das Parlament folgendes Reformpaket:
- der Präsident wird für 5 Jahre direkt vom Volk gewählt, eine einmalige Wiederwahl ist möglich.
- Die Legislaturperiode des Parlaments wurde von 5 auf 4 Jahre verkürzt.
- Die Mindestanzahl der anwesenden Abgeordneten im Parlament soll für jede Versammlung und Wahl ein Drittel (184) betragen; für Entscheidungen reicht die einfache Mehrheit der Stimmen der anwesenden Parlamentarier, solange diese nicht weniger als ein Viertel (138) aller Abgeordneten beträgt.[18][19]

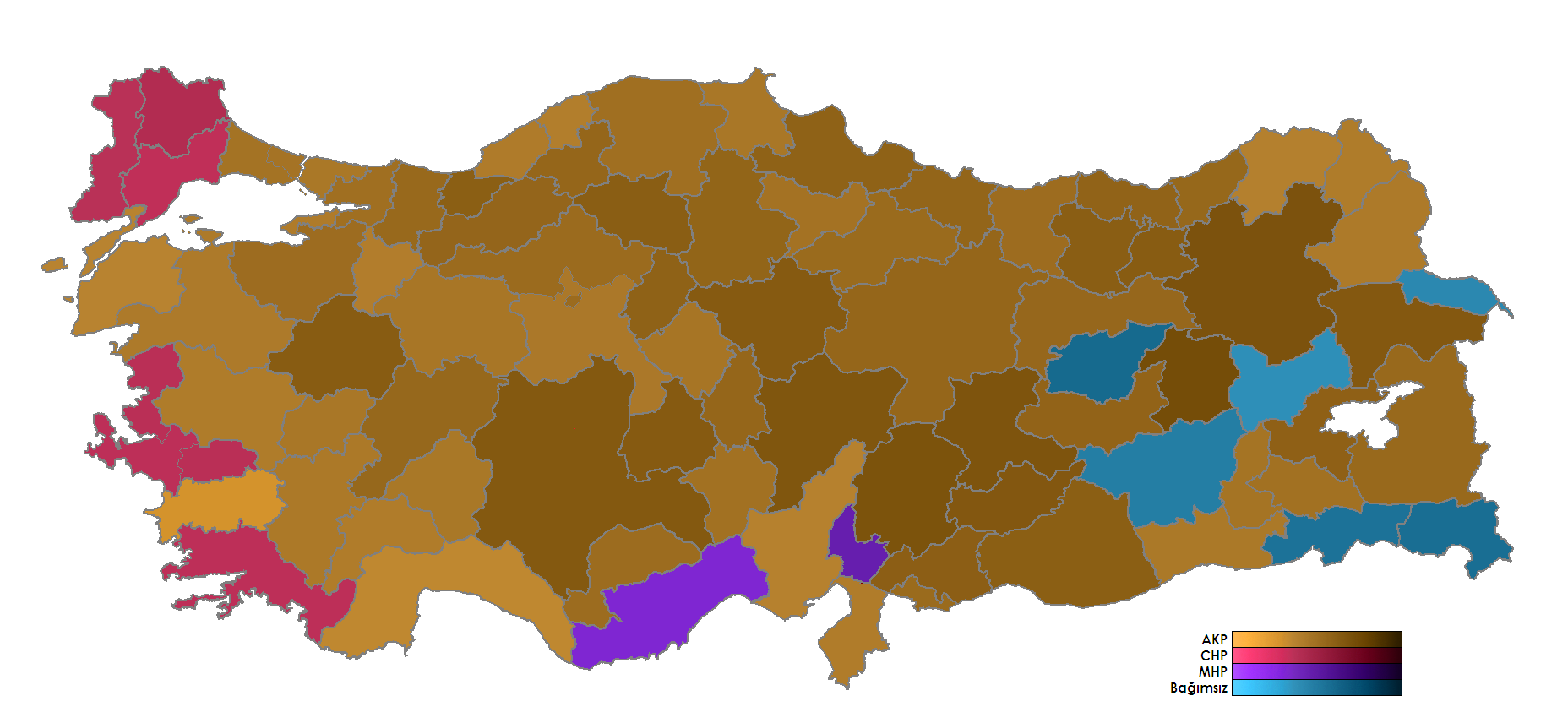
Ergebnis der Parlamentswahl 2007. Die AKP konnte in 67 der 81 Provinzen die Mehrheit erlangen.

Die AKP erreichte bei der Wahl 46,6 Prozent der Stimmen und damit die absolute Mehrheit. Mit 341 Abgeordneten im 549 Sitze zählenden Parlament konnte sie erneut allein regieren. Allerdings büßte die AKP im Verhältnis zur letzten Wahl trotz eines Stimmenzuwachses von zwölf Prozentpunkten einige Sitze ein, da im neuen Parlament drei statt zwei Parteien vertreten sind. Bislang konnte in der Türkei nur die Demokratische Partei (DP) unter der Führung von Adnan Menderes bei der Wahl von 1954 ihren Stimmanteil erhöhen und somit ein zweites Mal die Regierung stellen.
Der ehemalige Generalsekretär der CHP, Ertuğrul Günay, trat als Kandidat der AKP an und wurde als Abgeordneter gewählt. Er bekam den Posten des Kultur- und Tourismusministers. Auch Haluk Özdalga, ebenfalls ehemaliges Mitglied der CHP, wechselte zur AKP über. Der Verfassungsrechtler Zafer Üskül und der Ökonom Mehmet Şimşek traten bei der Wahl für die AKP an. Auch führende Namen aus dem alevitischen Lager waren bei dieser Wahl auf den Wahllisten der AKP vertreten. Der alevitische Journalist und Wissenschaftler Reha Çamuroğlu ist das bekannteste Beispiel. Angehörige religiöser Minderheiten stimmten bei dieser Wahl mehrheitlich für die AKP, da sie sich von ihr eher eine Demokratisierung des autoritären Staatsapparats und eine Entwicklung in Richtung europäischer Wertvorstellungen erwarteten als von der säkular-nationalistischen CHP, die im Wahlkampf vor allem mit nationalistischen Parolen gegen USA und EU sowie gegen Minderheiten innerhalb der Türkei um Stimmen warb. Dies änderte sich in den folgenden Jahren, als die Politik der Regierung Erdoğan zunehmend autoritäre Züge annahm. Der Wahlsieg eröffnete der Partei neue Möglichkeiten, den Einfluss der alten kemalistischen Eliten in Staatsverwaltung und Militär zu schwächen und „islamische“ Reformen wie die Aufhebung des Kopftuchverbots an Universitäten (siehe unten) durchzusetzen.

### Präsidentschaftswahl 2007
Abdullah Gül kandidierte für das Präsidentenamt als Kandidat der Regierungspartei AKP. Nachdem die Wahl im Parlament am Quorum scheiterte und der Wahlgang vom Verfassungsgericht für ungültig erklärt wurde und nach einem Memorandum der Streitkräfte und mehreren Großdemonstrationen für Laizismus mit Millionen von Teilnehmern zog Gül seine Kandidatur zurück. Am 14. August 2007 gab Gül seine erneute Kandidatur für das Amt des Staatspräsidenten bei der für den 20. August vorgesehenen Wahl bekannt. Gül wurde im dritten Wahlgang zum Präsidenten gewählt und trat aus der AKP aus.

### Parlamentswahl 2011
Zur Parlamentswahl 2011, die zum ersten Mal seit 34 Jahren nicht vorverlegt werden musste, trat die AKP mit dem Ziel an, eine Zweidrittelmehrheit zu erreichen, um alleine Verfassungsänderungen durchzuführen. Dies gelang ihr trotz der dritten Stimmensteigerung in Folge nicht. Insgesamt schafften es durch die 49,8 % der Stimmen 327 AKP-Abgeordnete ins Parlament, was durch Änderungen der Wahlbezirke und die besseren Ergebnisse der beiden anderen Parteien, welche die Sperrklausel von zehn Prozent überwinden konnten (CHP und MHP), weniger AKP-Abgeordnete als bisher bedeutete. Nur in drei der 81 Provinzen bekam die Partei kein Mandat (Hakkâri, Iğdır und Tunceli).

### Präsidentschaftswahlen 2014
2014 konnte zum ersten Mal in der Geschichte der Türkei der Staatspräsident direkt vom Volk gewählt werden. Für die AKP trat der bisherige Ministerpräsident, Recep Tayyip Erdoğan, an und gewann die Wahl bereits nach dem ersten Durchgang mit 51,8 % der Stimmen. Vor allem Gebiete in Zentralanatolien und Provinzen der Schwarzmeerküste entschieden sich (erwartungsgemäß) für ihn.

### Parlamentswahlen 7. Juni 2015
Die Wahl zum 25. Parlament brachten der AKP und Ministerpräsident Ahmet Davutoğlu zum ersten Mal in ihrer Geschichte einen Stimmenverlust. Dieses Ergebnis bedeutete auch, dass die Partei ihre absolute Mehrheit, die sie seit 2002 innehatte, verlor. Zu dieser Wahl gab die AKP erneut das Ziel aus, die lange verfolgte Zweidrittelmehrheit zu erreichen, was eines der prägendsten Wahlkampfelemente darstellte. Es kam nach den (von der Verfassung vorgesehenen) 45 Tagen nach der Wahl zu keinerlei Koalition, weswegen Neuwahlen ausgerufen wurden. Diese brachte der AKP eine Parlamentsmehrheit und 49,5 % der Stimmen. Von Vertretern des Europarates und des OSZE wurde die Wahl als unfair eingestuft und es wurde dabei vor allem die Gewalt vor der Wahl und die parteiische Berichterstattung staatlicher Medien angesprochen.

### Parlamentswahlen 1. November 2015
Bei den Parlamentswahlen im November 2015 gewann die AKP mit 49,5 % der Stimmen die absolute Mehrheit der Stimmen und konnte somit die Regierung alleine stellen.

### Verfassungsreferendum 2017

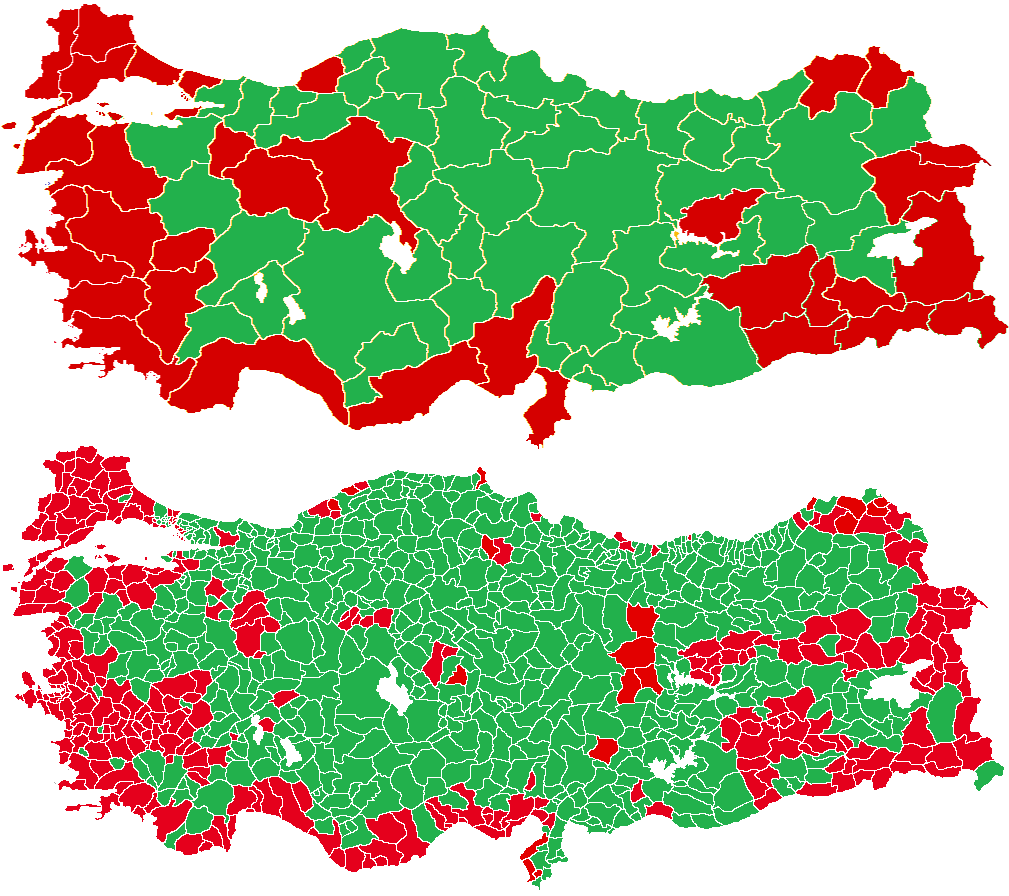
Ergebnisse des Verfassungsreferendums in den Provinzen und Kreisen: grün (Ja), rot (nein)

Am 16. April fand eine Volksabstimmung zu Verfassungsänderungen statt. Diese wurde von der AKP gemeinsam mit der MHP initiiert, die dazu mit ihrer gemeinsamen Dreifünftelmehrheit befugt waren. Zur Wahl entschieden die Wähler, ob 69 Artikel der Verfassung geändert werden sollen. Hierbei ging es vor allem um die Bündelung der Exekutivbefugnisse und mehr Einfluss auf die Justiz in der Hand des Präsidenten Recep Tayyip Erdoğan. Damit ging auch die Änderung der Regierungsform von einem Parlamentarischen Regierungssystem hin zu einem Präsidialsystem einher. Die Venedig-Kommission des Europarates warnte im Vorfeld bereits vor einem „persönlichen Regime“ und sprach von der Gefahr des Abgleitens in ein diktatorisches System. Zudem beklagten OSZE-Wahlbeobachter im Vorfeld unter anderem die Inhaftierungen von zahlreichen Journalisten und Oppositionellen sowie Einschüchterungen und Drohungen gegen das „Nein-Lager“.
Am (späten) Abend des Wahltages erklärte der Hohe Wahlausschuss das „Ja-Lager“ mit 51,41 % zum Sieger. Die Opposition (CHP, HDP, Teile der MHP) sprach noch am Wahlabend von Wahlbetrug und wies auf den Hohen Wahlausschuss hin, der am (frühen) Wahltag Stimmzettel und Umschläge ohne solchen Stempelabdruck für gültig erklärte. Damit seien bis zu drei Millionen Stimmen zugunsten des „Ja-Lagers“ herbeigeführt worden. Dass die Wahl durch Wahlbetrug entschieden wurde, legen auch Forschungsergebnisse von Wiener Statistikern vom Complexity Science Hub Vienna nahe.
Beachtenswert waren hierbei die Großstädte des Landes wie Istanbul, Ankara oder Antalya, die zwar von der AKP regiert werden, jedoch keine Mehrheit für eine Verfassungsänderung fanden. Infolgedessen (einige Monate später) sprach Erdoğan öffentlich über „Übermüdungen“ in der Partei und Erneuerungen, die gemacht werden müssten. Im Zuge dessen traten unter anderem die Bürgermeister der Städte Istanbul, Ankara oder Bursa zurück.

### Wahlen 2018
2018 fanden sowohl Parlaments-, als auch Präsidentschaftswahlen am 24. Juni statt. Als amtierender Staatspräsident trat Erdoğan an, jedoch diesmal mit der Unterstützung der Partei der Nationalistischen Bewegung (MHP) im Rahmen ihrer sogenannten Volksallianz. Erdoğan setzte sich in der ersten Runde mit 52,6 % der Stimmen durch und wurde somit der erste Präsident unter dem neuen Präsidialsystem. Bei den gleichzeitig stattfindenden Wahlen zum nationalen Parlament trat die AKP ebenfalls in ihrem Bündnis mit der MHP an und musste Verluste von knapp sieben Prozent hinnehmen, konnte jedoch gemeinsam mit der MHP (die ebenfalls leichte Verluste verzeichnete) die Mehrheit der Abgeordneten im Parlament stellen.

### Kommunalwahl 2019
Zu den am 31. März 2019 durchgeführten Kommunalwahlen vereinbarte die AKP erneut mit der MHP eine Zusammenarbeit, welche sich auf 51 Provinzen und zahlreiche Landkreise bezog. So wurden die AKP-Kandidaten in 27 der 30 Großstädte des Landes von der MHP unterstützt, indem keine eigenen Kandidaten aufgestellt wurden. Im Gegenzug trat die AKP unter anderem bei den Oberbürgermeisterwahlen in Manisa, Adana und Mersin nicht an. Obwohl die AKP selbst mit 44,31 % ein landesweites Plus an Stimmen verzeichnen konnte, verlor sie zahlreiche Großstädte an die CHP. Darunter fallen unter anderem die Hauptstadt Ankara und die Touristenmetropole Antalya. Des Weiteren verlor man sieben Städte an den Bündnispartner MHP. In Istanbul, der größten Stadt der Türkei, verlor die AKP (bzw. ihr Kandidat Binali Yıldırım) ebenfalls gegen die CHP, konnte jedoch eine Annullierung der Wahl und somit ihre Wiederholung erwirken. Die Wahlwiederholung fand am 23. Juni 2019 statt. Diese erneute Wahl ergab einen deutlichen Sieg des CHP-Kandidaten Ekrem İmamoğlu.

### Europawahl 2024
Zur Europawahl 2024 trat in Deutschland eine neugegründete Partei namens Demokratische Allianz für Vielfalt und Aufbruch (DAVA) an, die als AKP-Ableger gilt. DAVA-Vorsitzender ist Teyfik Özcan, der für die SPD Niedersachsen zur Bundestagswahl 2017 kandidiert hatte. Kandidaten waren unter anderen Ali Ihsan Ünlü (früherer Generalsekretär der Ditib in Deutschland) und Mustafa Yoldaş (ehemals Vorsitzender der Schura Hamburg und der IHH). Die Partei erhielt 0,4 % der Stimmen und zog damit nicht ins Europäische Parlament ein.

## Ergebnisse bei Parlamentswahlen
| Wahljahr      | Stimmen    | Anteil  | Abgeordnete |
| ------------- | ---------- | ------- | ----------- |
| 2002          | 10.848.704 | 34,43 % | 363/550     |
| 2007          | 16.327.291 | 46,58 % | 341/550     |
| 2011          | 21.414.314 | 49,84 % | 327/550     |
| Juni 2015     | 18.867.411 | 40,87 % | 258/550     |
| November 2015 | 23.681.926 | 49,50 % | 317/550     |
| 2018          | 21.338.693 | 42,56 % | 295/600     |
| 2023          | 19.187.170 | 35,56 % | 268/600     |

## Politisches Programm
Die Entstehung der AKP ist eng verknüpft mit dem Aufkommen einer neuen, religiös-bürgerlichen Schicht anatolischer Herkunft und dem Entstehen einer intellektuellen Elite außerhalb staatlicher Kontrolle. Die AKP definiert ihre Position im Spannungsfeld zweier gegensätzlicher Kräfte: der islamistischen und autoritären Bewegung Necmettin Erbakans und der Vertreter des Säkularismus innerhalb der staatlichen Bürokratie, des Militärs und der oppositionellen Republikanischen Volkspartei (CHP). Anfänglich stieß die AKP auf großes Misstrauen im westlichen Ausland und unter türkischen Intellektuellen, da Erdoğans Laufbahn eng mit Erbakans Milli-Görüş-Bewegung und ihrer politischen Organisation, der Wohlfahrtspartei (RP), und deren Nachfolgerin Tugendpartei (FP) verknüpft ist.
Die AKP lehnte zunächst Politik auf weltanschaulicher Basis ab und stellte offiziell keine Forderungen auf der Grundlage des Islam. Trotz ihrer Wahrnehmung als islamistische Partei hielt die AKP den Islam im Hintergrund und marginalisierte die Debatte über die politische Rolle des Islam. Ideologie, Praxis und Rhetorik der Partei reduzierten den Islam auf einen Satz traditioneller Werte, die sich offiziell auf die Privatsphäre beschränkten. Kritiker behaupten das genaue Gegenteil, so z. B. der Journalist Aydın Fındıkçı in der Welt. Ihm zufolge arbeitet die AKP an einer vollständigen Islamisierung und Totalisierung der Türkei.
Die AKP setzt sich inzwischen dafür ein, dass das Spektrum islamischen Glaubens seinen Ausdruck im öffentlichen Leben findet. Im Jahre 2004 wollte die AKP-Regierung Ehebruch per Gesetz unter Strafe stellen, musste allerdings aufgrund des großen Widerstands der türkischen Öffentlichkeit davon wieder Abstand nehmen. Dieses Gesetzesvorhaben wurde von Kritikern als Zugeständnis an islamistische Wähler gewertet.

### Bildungspolitik
Die AKP versuchte, ein Ende des Kopftuchverbots an Universitäten durchzusetzen, das ihres Erachtens wichtige Individualrechte wie die Religionsfreiheit unterminiere und vielen gläubigen Frauen einen beruflichen Aufstieg verwehre. Dies wurde von der CHP-Opposition als Angriff auf den laizistischen Wesensgehalt der türkischen Verfassung abgelehnt. Letztere rief deshalb das Verfassungsgericht an. Das Verfassungsgericht erklärte 2007 die Aufhebung des Kopftuchverbots als mit dem laizistischen Grundsatz der Verfassung unvereinbar. 2010 verfügte der Hochschulrat Yök, die wichtigste Hochschulbehörde der Türkei, per Rundschreiben, Studentinnen dürften, wenn sie ein Kopftuch tragen, nicht mehr vom Unterricht ausgeschlossen werden. Damit bleibe der Kopftuchbann zwar offiziell als Vorschrift bestehen, doch in der Praxis dürften Studentinnen nun tragen, was sie wollten. Damit könnten Frauen nun sogar mit einem Niqab verschleiert am Unterricht teilnehmen.
Die türkische Bildungspolitik veränderte sich nach dem dritten Wahlsieg der AKP stark. Das Mindestalter für den Koranunterricht wurde auf drei Jahre gesenkt und die Anforderungen für die Lehrkräfte in diesem Bereich vermindert, so dass nun auch in Saudi-Arabien ausgebildete Imame die Kinder erziehen dürfen. Neben dem bestehenden Pflichtfach Religion wurden drei neue Wahlfächer Koran, Arabisch und das Leben des Propheten Mohammed eingeführt. Im Rahmen der Reform sind die Absolventen religiöser Akademien denen von geistes- und naturwissenschaftlichen Schulen bei der Zulassung für Hochschulen gleichgestellt worden. Kritiker befürchten dabei, dass Islamisten ohne fundierte Grundlage in den elementaren Geisteswissenschaften dadurch Staatsbeamte werden würden und den staatlichen Apparat binnen einer Generation verändern könnten. Im Rahmen der Schulreform gibt es neben den religiösen Gymnasien, den sogenannten İmam-Hatip-Schulen, jetzt auch Mittelschulen. Alleine in Istanbul wurden zu diesem Zweck 76 Mittelschulen umgewandelt.

### Medienpolitik
Das türkische Parlament hat durch die Stimmen der AKP-Fraktion Erdoğan Zensurbefugnisse für Medien erteilt. Dieses Gesetz, welches durch das Verfassungsgericht im März 2013 bestätigt wurde, gibt dem türkischen Ministerpräsidenten, falls er die „nationale Sicherheit“ oder die „öffentliche Ordnung“ für gestört erachtet, die Möglichkeit, jegliche Veröffentlichung in diesem Zusammenhang zu verbieten. Des Weiteren kann er die Zensurbefugnisse auch einzelnen Ministern erteilen.

### Justizpolitik
Unter den AKP-Regierungen wurde die Justiz mit bisher 1682 neuen Gesetzen reformiert. Das Rechtswesen, die Verfassung und einzelne Gesetze wurden bis 2013 in bisher acht Reformpaketen erneuert. Darunter sind zum Beispiel so wichtige Änderungen wie die Erlaubnis für Minderheiten, Immobilien zu erwerben, und die Herausgabe von Publikationen in anderen Sprachen als Türkisch sowie das Prinzip, EU-Recht vor nationales Recht zu stellen. Dennoch ist laut Richter Orhan Gazi Ertekin vom Verein für eine demokratische Justiz daraus kein Recht entstanden. Der Jurist Turgut Tarhanli von der Bilgi-Universität kommentierte dazu: „Die Opfer von gestern schaffen eine neue Ausnahmepolitik, nämlich für sich selbst, für ihre eigenen Interessen, also für die AKP.“ Aydın Doğan vom Verein für Menschenrechte kritisierte die türkische Rechtssituation folgendermaßen: „In der Türkei werden die im Rahmen des Beitrittsprozesses verabschiedeten Gesetze als Schaufenster verstanden. Sie sind wie das Wohnzimmer, in das man fremde Gäste führt, um ihnen zu zeigen, was für einen schönen Lebensstil man pflegt. Im Rest der Wohnung sieht es ganz anders aus.“ Laut der Journalistin Karen Krüger von der Frankfurter Allgemeinen Zeitung ist vor allem das Antiterrorgesetz die Grundlage für die Strafverfolgung Tausender Politiker, Aktivisten und Journalisten – teilweise nur wegen schriftlicher oder mündlicher Äußerungen. Auch die Reform des Antiterrorgesetzes hat laut der FAZ die dehnbare Auslegung für Terrorismus und die Situation zur Meinungsfreiheit nicht verbessert.

### Minderheitenpolitik
Grundlage der Rechtsstellung der Minderheiten in der Türkei sind die so genannten Minderheitenschutzartikel 37–44 im 3. Abschnitt des ersten Teils des Vertrags von Lausanne, dessen Bestimmungen dieselbe Rechtskraft wie die türkische Verfassung haben. Obwohl die Minderheiten nicht im Einzelnen aufgezählt sind, werden in der Praxis die Minderheitenschutzbestimmungen – wenn überhaupt – nur auf jene ethno-religiösen Gruppen angewendet, die schon zu Zeiten der osmanischen Herrschaft als „Glaubensnation“ (Millet) galten, also auf Juden, Griechisch-Orthodoxe sowie Armenisch-Apostolische. Für die Parlamentswahl 2018 ging die AKP eine Wahlallianz mit der rechtsextremen MHP ein, welche für ihre kurdenfeindliche Haltung bekannt ist.

### Nichtmuslime
Die nichtmuslimischen Wähler in der Türkei stellen aus demographischen Gründen keine Größe dar, die von Volksparteien berücksichtigt wurden. Nichtmuslime stellen lediglich 0,2 % der Bevölkerung. Von diesen ist wiederum nur ein Teil wahlberechtigt. Bis 2002 war es unüblich, dass nichtmuslimische Wähler islamisch orientierte Parteien wählten, bedienten sich die aus der Millî-Görüş-Bewegung kommenden Parteien doch einer antisemitischen, antichristlichen und antisäkularen Rhetorik, die jedoch bisweilen auch von Kemalisten und Nationalisten gepflegt wurde. Auch die CHP wurde von nichtmuslimischen Wählern aufgrund ihrer Verantwortung für ihre Unterdrückung in der Zeit zwischen 1923 und 1945 skeptisch betrachtet. Obwohl die AKP auch aus dem Umfeld der Milli-Görüs-Bewegung entstammt, wandte sie sich zunächst von antisemitischen und von antisäkularen Ressentiments ab und ergriff politisch umstrittene Schritte, welche die Minderheiten hoffnungsvoll stimmten.
Die AKP schaffte 2004 per Geheimdekret des damaligen Ministerpräsidenten Erdoğan die bis dahin im Verborgenen operierende Minderheitenkommission Azınlıklar Tali Komisyonu ab, die im Jahre 1962 zur „Kontrolle“ insbesondere der christlichen Minderheiten gegründet wurde, und ersetzte sie durch eine Kommission, die Lösungsansätze für die Probleme der Minderheiten in der Türkei entwickeln sollte. Nach Angaben des Chefredakteurs der griechischen Gemeindezeitung „Apoyevmatini“, Mihail Vasiliadis, und Zeki Basatemir von der syrisch-katholischen Kirche hatte die AKP zum Zeitpunkt der Parlamentswahlen 2007 das Vertrauen der Minderheiten gewonnen. Nach Vasiliadis fühlten sich die Minderheiten insgesamt von der AKP-Regierung besser behandelt als von früheren Regierungen. Basatemir hielt die AKP gar für „fähig, unsere Probleme zu lösen.“
Über das Wahlverhalten jüdischer Türken existieren widersprüchliche Berichte. Juden, die zur wohlhabenden Schicht gehörten, neigten aufgrund ihrer liberalen Wirtschaftspolitik eher der AKP zu. Anderen Berichten zufolge tendierten jüdische Wähler eher zur CHP, da sie sich um den Bestand der laizistischen Republik unter der AKP sorgten.
Gegenüber der armenischstämmigen Minderheit betrieb die AKP eine widersprüchliche Politik. Sie war teils von Versöhnungsbestrebungen und teils von Repression in Fragen der religiösen Selbstbestimmung geprägt. Der damalige Ministerpräsident Erdoğan sprach den Armeniern 2014, zum Jahrestag des Beginns der systematischen Verfolgung und Auslöschung der Armenier im Osmanischen Reich, als erster türkischer Regierungschef überhaupt sein Beileid aus, nachdem zuvor bereits der damalige Außenminister Davutoğlu die Deportationen anlässlich eines Besuchs in der armenischen Hauptstadt Erewan als „Fehler“ und „unmenschlich“ bezeichnet hatte. Mit dem Journalisten Etyen Mahçupyan wurde unter der AKP zum ersten Mal in der Geschichte der türkischen Republik ein armenischstämmiger Türke Hauptberater eines türkischen Ministerpräsidenten, was durch die Öffentlichkeit als hoffnungsvoller Schritt bewertet wurde. Für die Wahlen am 7. Juni 2015 kandidierte der Journalist Markar Esayan, ebenfalls ein armenischstämmiger Türke, für die AKP. Der armenische Patriarch von Konstantinopel, Mesrop Mutafyan, erklärte 2007, die Armenier der Türkei zögen die AKP der CHP vor. Die AKP sei geradliniger und weniger nationalistisch im Umgang mit Minderheiten. Die Regierung Erdoğan habe ein offenes Ohr für die türkischen Armenier. Die armenischstämmigen Türken tendierten auch nach Angaben des armenischen Turkologen Ruben Melkonian mehrheitlich zur AKP, da diese gegenüber Kemalisten und militanten Nationalisten das kleinere Übel sei. 2011 ließ Erdogan das 35 Meter hohe Denkmal İnsanlık Abidesi von Mehmet Aksoy, das für die Freundschaft zwischen Armeniern und Türken errichtet wurde, abreißen.
Das für die religiöse und theologische Infrastruktur nichtmuslimischer Gemeinschaften (wie z. B. Kirchen, Klöster und Priesterseminare) zuständige Generaldirektorium für fromme Stiftungen hat sich in der Vergangenheit durch eine als drakonisch empfundene Politik hervorgetan. Die gesetzlichen Grundlagen des Generaldirektoriums wurden von der AKP 2006, 2008 und 2011 reformiert. Nach Angaben von Beobachtern hat dies jedoch keine substanzielle Verbesserung der Lage nicht-muslimischer Minderheiten nach sich gezogen. So können religiöse Gemeinschaften beschlagnahmte Immobilien nur dann zurückfordern, wenn diese durch die Generaldirektion noch nicht an Dritte weiterveräußert wurden. Für die Beantragung der Rückerstattung bleibt den Gemeinschaften zudem nur noch ein Jahr, bevor etwaige Ansprüche verfallen.
In die Amtszeit der AKP fällt zudem die Ermordung des katholischen Priesters Andrea Santoro in Trabzon und des armenischsstämmigen Journalisten Hrant Dink in Istanbul durch die Rechtsextremisten Ogün Samast und Yasin Hayal, deren Hintergründe und politische Verwicklungen bis heute nicht vollständig aufgeklärt sind, sowie die Ermordung dreier Christen in Malatya, als deren Motiv missionarische Tätigkeiten angegeben wurden.

### Außenpolitik
In der Wirtschaftspolitik setzt die AKP auf Liberalisierung und den Freihandel mit der EU. Die Außenpolitik war zunächst betont pro-europäisch. So wurden die Konflikte mit Griechenland und Zypern entschärft. Mittlerweile wendet sich die türkische Regierung unter Erdoğan anfänglich immer stärker der islamischen Welt – speziell Syrien, dem Iran und Saudi-Arabien – zu und gerät mit Israel, einem historischen Verbündeten der Türkei, und inzwischen auch mit Syrien und dem Iran immer stärker in Konflikt.
Unter der Regierung Erdoğan, die aktiv einen EU-Beitritt der Türkei anstrebte, wurden zahlreiche Gesetze und Positionen geändert, die den Beitrittsverhandlungen der Türkei mit der Europäischen Union bzw. einer EU-Mitgliedschaft im Wege gestanden hatten. So wurde die Todesstrafe abgeschafft und der staatliche Sender TRT-6 gegründet, der durchgehend in kurdischer Sprache sendet. Die Rolle des Nationalen Sicherheitsrats wurde durch die Reformen seit 2001 beschränkt. In der Zusammensetzung überwiegen nun die Zivilisten mit 7:5. Der Sicherheitsrat gibt nur mehr Empfehlungen ab, und der Generalsekretär ist erstmals ein Zivilist.

### Verhältnis zu Ägypten und den Muslimbrüdern
Das Verhältnis von AKP und Muslimbruderschaft kann in eine Zeit vor und nach dem Militärputsch in Ägypten eingeteilt werden. Bezogen auf den Entstehungskontext, das Akteursprofil, die ursprüngliche ideologische und strategische Ausrichtung der Bewegungen sowie die politischen Landschaften und unterschiedlichen Säkularisierungsgrade, werden die Muslimbruderschaft und die AKP als zwei grundsätzlich verschiedene Islamismen betrachtet.
Mit dem Generationswechsel in der Muslimbruderschaft und der damit einhergehenden schrittweisen Abkehr von den Vorstellungen der Gründergeneration um Hasan al-Bannā wurden die ideologischen Unterschiede zwischen dieser und der AKP immer geringer. Die stetig enger werdenden Verbindungen zwischen beiden Bewegungen zeigen sich auch darin, dass die ägyptischen Muslimbrüder ihrer politischen Partei einen Namen gegeben haben, der manche Beobachter an jenen der AKP erinnert. Eine Gemeinsamkeit beider Bewegungen zeigte sich zudem in der politischen Praxis, das Hinterfragen politischer Entscheidungen mit Verweis auf gewonnene Wahlen abzuschmettern. Beobachtern zufolge liegt dies u. a. darin begründet, dass islamistische Bewegungen wie z. B. die AKP und die Muslimbruderschaft noch kein tragfähiges Verständnis für die Wichtigkeit pluralistischer Dimensionen in einer Demokratie entwickelt hätten.
Nach dem Militärputsch in Ägypten hat sich die AKP als klarer und international am lautesten auftretender Gegner der ägyptischen Führung unter Abd al-Fattah as-Sisi positioniert und ergreift offen Partei für die Muslimbruderschaft. Die AKP organisierte Protestveranstaltungen vor diplomatischen Vertretungen Ägyptens, im Rahmen derer der Vorsitzende der AKP-Jugend, Abdurrahim Boynukalın, die Todesurteile für die Anführer der ägyptischen Muslimbrüder als Vehikel zum „Schutz der Interessen westlicher und imperialistischer Mächte“ darstellte. Ministerpräsident Erdoğan, der bei Reden mehrfach das R4bia-Handzeichen als Symbol seiner Unterstützung für Mohammed Mursi verwendete, nahm in einer Rede nahe seiner Heimatstadt Rize auf as-Sissi Bezug und sagte, dass es für „jeden Pharao einen Moses“ gebe, der dessen Ende bereiten werde. Zugleich bewertete er die Absetzung Mursis als Teil einer Entwicklung, die von Kräften gesteuert sei, die eine starke Türkei in der Region verhindern wollten.
In den zwei Jahren vor dem Umsturz hatte die AKP-Regierung ihre Unterstützung für Mursi und die Muslimbrüder ausgebaut. Daher betrachtet sie Mursis Sturz als Gefahr für ihren Einfluss in der Region. Beobachtern zufolge nimmt die AKP-Regierung für ihren politischen Kampf nach Ächtung des ägyptischen Militärregimes eine Verschlechterung der Beziehungen der Türkei zur internationalen Gemeinschaft in Kauf.

## Kritik

### Proteste gegen die AKP-Regierung
2007 kam es in verschiedenen Städten der Türkei zu organisierten Großdemonstrationen (Cumhuriyet mitingleri). Diese Proteste, an denen auffällig viele Frauen teilnahmen, richteten sich gegen eine Islamisierung der Türkei durch die regierende AKP. Auch sprachen sich die Demonstranten für den kemalistischen Laizismus als Bestandteil der türkischen Verfassung aus.
Das gewaltsame Vorgehen der AKP-Regierung gegen Demonstranten im Mai 2013 löste eine bis dahin in der Geschichte der Republik Türkei nicht gesehene Protestwelle aus. Bei Beginn der Proteste ging es zuerst gegen den Bau eines Einkaufszentrums im Gezi-Park und richtete sich dann aber immer mehr gegen den von den Demonstranten als autoritär wahrgenommenen Regierungsstil der AKP. Dabei kam es fast im ganzen Land zu Massenprotesten und Ausschreitungen mit fünf Todesopfern und tausenden Verletzten.

### Vorwurf der Islamisierung
Obwohl sich die AKP als reformerische Mitte-Rechts-Partei porträtiert, gibt es nach Angaben von Politik- und Türkeiwissenschaftlern „ernstzunehmende Belege“ für eine „islamistische Agenda“ der AKP. Die EU erklärte, dass es unter der konservativen AKP-Regierung Erdogans keine Fortschritte im Bezug auf die Grundrechte gab, sondern stattdessen die Meinungsfreiheit vor allem im Hinblick auf Religion eingeschränkt wird und die Gerichte nicht neutral urteilten (zumeist pro-islamistisch). In einem Artikel der Welt wird darüber berichtet, wie in der türkischen Provinz unter der AKP-Administration eine „erstickende muslimische Gesellschafts-Matrix entstanden“ sei, in der westlich ausgerichtete Türken ökonomisch und sozial benachteiligt würden und ihre Freiheit bedroht sähen.

#### Umstrittene Jugendschutzpläne
In die Kritik geriet die AKP aufgrund eines von der stellvertretenden Parteivorsitzenden Edibe Sözen entworfenen Gesetzesentwurfes zum Jugendschutz, der vorsah, dass Käufer von Pornografie künftig staatlich registriert werden. Auch sollten in allen Schulgebäuden Gebetsräume errichtet und der Besuch von Internetcafés für Jugendliche unter 18 Jahren verboten werden. Für Verwunderung, auch im Ausland, sorgte dabei eine Verlautbarung der Ministerin, dieser Gesetzesentwurf orientiere sich am Jugendschutzgesetz Deutschlands und werde im Rahmen der Gesetzesangleichungen an die EU vorgenommen. Ein Sturm der Entrüstung von Opposition und Medien bewirkte, dass ihre Partei sich vom Gesetzesentwurf distanzierte.

#### Zwang zum Religionsunterricht
Da der staatlich verordnete Religionsunterricht lediglich die sunnitisch-hanefitische Lehre behandelt, fühlen sich insbesondere die geschätzt 12,5 Millionen türkischen Aleviten, die einer schiitisch geprägten Lehre des Islam angehören, von der AKP diskriminiert. Eine Gruppe von 10 Personen, die bereits 2011 in Çorum gegen den zwangsweisen sunnitischen Religionsunterricht protestierten, wurden laut CNN Türk im Februar 2012 vor ein Gericht gestellt. Die alevitischen Gemeinschaften organisierten landesweite Protestveranstaltungen, an denen sich viele nicht-alevitische und AKP-kritische Türken beteiligten. Auch nicht-alevitische, prowestlich und säkular gestimmte Kreise protestieren gegen diese Regelung. Der Europäische Gerichtshof für Menschenrechte gab am 16. September 2014 bekannt, dass diese Regelung gegen Artikel 2 des Protokolls Nr. 1 zur Europäischen Menschenrechtskonvention verstößt. Laut einem Bericht der Welt vom 21. September 2014 gab sich die AKP-geführte Regierung hiervon unbeeindruckt und erklärte, die Praxis beibehalten zu wollen.

#### Alkoholausschank
Unter der AKP-Regierung wurde der Alkoholkonsum immer wieder ein Gegenstand von Einschränkungen. Alkoholische Getränke werden bei Staatsempfängen sowie in Kantinen und Cafés von Ministerien und Behörden nicht mehr ausgeschenkt. AKP-Bürgermeister in Istanbul und Ankara haben den Alkoholausschank in kommunal betriebenen Cafés und Restaurants unter Verweis auf Familienwerte untersagt. Zwischen 2002 und 2008 hat sich die Steuer auf Wein verdreifacht. Im selben Zeitraum sank die Zahl der zum Alkoholausschank berechtigenden Lizenzen von 13.000 auf 9.000. Zudem wird auf Medienberichte verwiesen, wonach AKP-geführte Stadtverwaltungen Druck auf Alkohol ausschenkende Betriebe ausüben. Der damalige Ministerpräsident Erdoğan erklärte zur Alkoholpolitik seiner Partei, dass die Verfassung es befehle, den Alkohol unter Kontrolle zu halten. Alkohol sei die Ursache für viele Probleme und die „Mutter allen Übels“, so Erdoğan.

### Einschränkung der Pressefreiheit
Den Reportern ohne Grenzen zufolge war die Türkei 2002 in der Pressefreiheit weltweit auf Platz 99. Nach zehn Jahren Regierungszeit der AKP ist die Türkei auf Platz 154 der Liste gefallen. 2020 befindet sich die Türkei auf Platz 154.
Einem Bericht der türkischen Tageszeitung Sözcü aus dem Jahre 2011 zufolge sollen unter der AKP-Regierung bisher 61 Journalisten inhaftiert worden sein, gegen weitere 2000 Journalisten sollen Gerichtsverfahren eröffnet worden sein und gegen 4000 Journalisten sollen Ermittlungen geführt worden sein. Weiter verglich die Zeitung die Geschehnisse um die Pressefreiheit unter der AKP-Regierung mit dem Militärputsch in der Türkei 1980. Der türkeiweit bekannte Journalist Uğur Dündar äußerte dazu, dass er Angst habe. Zu den Verhaftungswellen gegen türkische Journalisten hat sich das amerikanische Außenministerium besorgt geäußert und der EU-Erweiterungskommissar Štefan Füle forderte die türkische Regierung dazu auf, die Pressefreiheit zu schützen. Ahmet Abakay, Vorsitzender des Verbandes zeitgenössischer Journalisten meinte dazu: „Unter dem Vorwand, gegen Putschisten zu ermitteln, werden allmählich sämtliche oppositionellen Autoren, Journalisten und Satiriker bedroht.“ Der Nachrichtenchef der linksliberalen Tageszeitung Radikal, Ertugrul Mavioglu, verglich die Geschehnisse unter der AKP-Regierung in der Türkei gar mit der McCarthy-Ära.
Nachdem der US-Autor Paul Auster sich aus Protest über 100 inhaftierte Journalisten in der Türkei geweigert hatte, sein neues dort erschienenes Buch vorzustellen, ist er in einer Rede Bülent Gediklis, des Vizechefs der AKP, im türkischen Parlament als Mitglied einer Weltverschwörung gegen die Türkei bezichtigt worden. Dieser Verschwörung, die Gedikli als „Neocon-Ergenekon-Brüderschaft“ bezeichnete, würden außerdem noch Angela Merkel, Nicolas Sarkozy und als Kopf des Ganzen der israelische Präsident Schimon Peres angehören.
Reporter ohne Grenzen schreibt folgendes zur aktuellen Lage in der Türkei: „Die Türkei gehört zu den Ländern mit den meisten inhaftierten Journalisten weltweit. Nach dem Putschversuch im Juli 2016 wurden weit über 100 Journalisten verhaftet, rund 150 Medien geschlossen und mehr als 700 Presseausweise annulliert. Kritische Journalisten stehen unter Generalverdacht. Die wenigen noch verbliebenen unabhängigen Medien arbeiten in ständiger Angst. Wiederholt wurde ausländischen Journalisten die Akkreditierung verweigert oder die Einreise verwehrt. Daneben ersticken die politischen und wirtschaftlichen Verflechtungen vieler wichtiger Medienbesitzer eine kritische Berichterstattung im Keim.“

#### Angriff aufDogan Media GroupundZaman
Der AKP bedient sich abseits von juristischen Vehikeln auch anderer Methoden, um ihr gegenüber kritisch gestimmte Medien einzuschüchtern und mundtot zu machen. In der Nacht zum 7. September 2015 griffen 200 aufgebrachte AKP-Anhänger unter der Führung des Chefs der AKP-Jugendorganisation, dem Istanbuler Parlamentsabgeordneten Abdurrahim Boynukalın, das Redaktionsgebäude der regierungskritischen Tageszeitung Hürriyet an, da ein Tweet der Zeitung eine Aussage von Erdoğan aus dem Zusammenhang gerissen habe. Der Abgeordnete Boynukalın hielt vor dem mit Eisenstangen bewaffneten Mob eine auf Video dokumentierte und landesweit ausgestrahlte Rede, in der er sagte:

„Ab sofort besteht kein Unterschied mehr zwischen HDP und PKK, PKK und Zaman, sowie Zaman und Aydın Doğan [Anm.: Verleger der Hürriyet]. Das sind alles Terrororganisationen. […] Indem ihr heute hier erschienen seid, sagt ihr nicht nur, dass ihr Mitglieder der AKP-Jugend und der AKP Istanbul seid, sondern auch Brüder aller Märtyrer in den Gebieten der Umma, all unserer Brüder, in Syrien, im Irak, in Myanmar und aller unterdrückten Menschen. Möge Allah mit euch zufrieden sein. Mit Allahs Erlaubnis werden nicht nur Aydın Doğans Medien, sondern auch seine HDP und PKK, seine ganzen Terrororganisationen und zuerst seine terroristische Gülen-Bewegung gehen und verschwinden, nachdem wir den Präsidenten ernannt haben werden.“

Die Hürriyet erstellte daraufhin Strafanzeige gegen die Jugendorganisation der AKP und gegen Boynukalın persönlich. Am 8. September 2015, nur zwei Tage später, kam es zu einem erneuten Angriff auf das Redaktionsgebäude durch ca. 100 Personen, die z. T. erneut mit Eisenstangen bewaffnet Verwüstung anrichteten. Es sind keinerlei disziplinarischen Maßnahmen bekannt, die die AKP gegen Boynukalin erhoben hätte. Am 12. September 2015 wurde er auf dem AKP-Parteikongress von den Delegierten in die Parteitagsleitung gewählt. Einige Tage nach dem Vorfall wurde eine Videoaufnahme publik, in der Boynukalın die Ereignisse rekapitulierend davon spricht, dass es ein Fehler gewesen sei, dass man den Journalisten der Hürriyet nicht schon frühzeitig eine Tracht Prügel verpasst habe. Auf die Aufnahme angesprochen sagte der türkische Ministerpräsident Davutoğlu in einem Interview, dass er solche Aussagen zwar nicht gutheiße, es sich hierbei um keine vorsätzliche Äußerung gehandelt habe und man das Gespräch als freundschaftliche Unterhaltung unter jungen Menschen betrachten müsse.

### Folter
Seit dem Putschversuch 2016 nimmt die Folter von Kritikern Erdoğans bzw. der AKP in der Türkei massiv zu, wie Human Rights Watch in einem Oktober 2017 veröffentlichten Bericht aufzeigte.  Demnach seien Menschen, die beschuldigt werden, an jenem Putschversuch teilgenommen zu haben bzw. ihn unterstützt zu haben oder allgemein von der Regierung als „Terroristen“ bezeichnet werden, stark gefährdet, gefoltert zu werden. Der Bericht des HRW zeigt elf detaillierte Fälle und spricht von sexueller Belästigung, Vergewaltigungen, Prügel und erzwungener Nacktheit der Betroffenen.

## Strafverfolgung und Prozesse

### Verbotsverfahren wegen Verfassungswidrigkeit
Am 14. März 2008 wurde vom Generalstaatsanwalt Abdurrahman Yalçınkaya ein Verbotsverfahren gegen die AKP beantragt. Begründet wurde das Verfahren damit, dass die AKP ein „Zentrum anti-laizistischer Aktivitäten“ geworden sei. Der Generalstaatsanwalt fordert für 71 Personen ein Politikverbot, darunter sind der Präsident Abdullah Gül, der damalige Ministerpräsident und Vorsitzende der AKP Erdoğan und der ehemalige Parlamentspräsident Bülent Arınç.
Am 31. März 2008 leitete das türkische Verfassungsgericht das Verbotsverfahren gegen die 71 Politiker und die Regierungspartei AKP offiziell ein. Am 30. Juli 2008 wurde der Verbotsantrag abgelehnt. Sechs der elf Richter stimmten für ein Verbot, womit die notwendige Anzahl von sieben Stimmen knapp verfehlt wurde. Vier weitere Richter stimmten für eine Verwarnung wegen „antilaizistischer Umtriebe“. In einem zweiten Wahlgang stimmten 10 Richter für eine Verwarnung der AKP, da sie „das Zentrum für antilaizistische Umtriebe in der Türkei“ sei, nur ein Richter stimmte dagegen. Somit darf die Partei weiter regieren, wobei jedoch gem. Art. 69 der Verfassung staatliche Unterstützungen für die AKP teilweise versagt werden.
Nachdem bekannt wurde, dass die Telefone von 65 Staatsanwälten und Richtern abgehört wurden (unter den Abgehörten befand sich auch der Oberstaatsanwalt von Istanbul, Abdurrahman Yalçınkaya), wurden im November 2009 neue Vorermittlungen gegen die AKP eingeleitet.

### Korruptionsvorwürfe gegen AKP-Politiker
Der stellvertretende Parteivorsitzende Şaban Dişli trat am 1. September 2008 aufgrund von Korruptionsvorwürfen im Zusammenhang mit Grundstücksspekulationen zurück.
Im Dezember 2013 wurden nach langjährigen Ermittlungen zahlreiche Personen aus dem direkten Umfeld der AKP-Spitze wegen Korruptionsvorwürfen verhaftet. Ihnen wurde zur Last gelegt, sich an der Umgehung von Wirtschaftssanktionen gegen den Iran bereichert zu haben. In der Folge reichten drei Minister der AKP ihren Rücktritt ein.